# Білаші (Миргородський район)
Білаші́ —  село в Україні, у Шишацькій селищній громаді Миргородського району Полтавської області. Населення становить 66 осіб. До 2020 орган місцевого самоврядування — Федунська сільська рада.

## Географія
Село Білаші знаходиться на відстані 1 км від сіл Сагайдак, Зозулі та Коліньки. По селу протікає пересихаючий струмок з загатою. Поруч проходить автомобільна дорога Т 1720.

## Історія
12 червня 2020 року, відповідно до розпорядження Кабінету Міністрів України № 721-р «Про визначення адміністративних центрів та затвердження територій територіальних громад Полтавської області», село увійшло до складу Шишацької селищної громади.
19 липня 2020 року, в результаті адміністративно - територіальної реформи та ліквідації Шишацького району, село увійшло до складу новоутвореного Миргородського району Полтавської області.

## Персоналії
- Пащенко Іван Григорович — визначний військовий діяч Російської імперії, генерал-майор артилерії, генерал-хорунжий Армії Української Держави.